# Thinking Machines
(Motto della società)
La Thinking Machines Corporation è stata una società produttrice di supercomputer fondata a Waltham (Massachusetts) nel 1982 da W. Daniel Hillis e Sheryl Handler per sfruttare le ricerche sul parallelismo massivo di Hillis durante il suo dottorato al MIT.  Il prodotto commerciale ottenuto venne chiamato Connection Machine. La compagnia venne trasferita nel 1984 a Kendal Square a Cambridge nel Massachusetts, vicino al MIT Al Lab e la concorrente della Thinking Machine il Kendall Square Research. Altri competitori della società erano la MasPar che produsse delle macchine simili alla CM-2, e la Meiko, che in seguito produsse macchine simili al CM-5.

## Prodotti
Thinking Machines produsse diversi modelli di computer Connection Machine, in ordine cronologico il CM-1, CM-2, CM-200, Cm-5 e il CM-5E. Le Connection Machine venivano programmate con una varietà di diversi linguaggi di programmazione specializzati incluso il *Lisp e il Cm Lisp (derivato dal Common Lisp). Il C* (derivato dal C) e il FORTRAN (con uno specifico compilatore che convertiva le istruzioni FORTRAN in istruzioni parallele). Il CM-1 e il CM-200 erano computer ad architettura SIMD (Single Instruction Multiple Data), mentre il CM-5 e il CM-5E erano MIMD (Multiple Instructions Multiple Data). Thinking Machines inoltre introdusse il primo RAID commerciale chiamato DataVault nel 1985.

## Sviluppo della società
Thinking Machines andò in attivo quando nel 1989 acquisì un contratto con la DARPA e nel 1990 la compagnia ottenne 65 milioni di attivo diventando l'azienda leader nel mercato dei computer paralleli. Nel 1991 DARPA decise di ridurre gli acquisti presso Thinking Machines in modo da mettere a tacere le voci che volevano l'azienda sovvenzionata dall'ente statale. Questo a vantaggio di società come Cray Research e IBM. Nel 1992 la compagnia tornò in passivo per mancanza di mercato e il CEO Sheryl Handler si dimise per via delle molte critiche.
Thinking Machines dichiarò bancarotta nell'agosto del 1994. La parte riguardante l'hardware venne acquisita da Sun Microsystems mentre il comparto software è stato diviso e ha formato o espanso molte società nel software parallelo.

## Dispersione
Molti dei personaggi chiave della progettazione andarono alla Sun e progettarono la serie di computer paralleli Sun Enterprise. Il Darwin datamining toolkit, sviluppato dalla Thinking Machines' Business Supercomputer Group, venne acquisito dalla Oracle. La maggior parte degli sviluppatori di Darwin andarono alla Dun & Bradstreet poco dopo il fallimento della Thinking Machines.